# Kościelna
Kościelna (niem. Kirchberg, 513 m n.p.m.) – szczyt w północnej części Gór Kruczych, w Sudetach Środkowych, stanowiący ich północne zakończenie. Ma dwa wierzchołki o wysokości 513 i 511 m n.p.m. (ten niższy zwany jest Górą Parkową).
Masyw Kościelnej wznosi się w widłach Bobru i Zadrny.
Zbudowana z permskich porfirów oraz karbońskich piaskowców i zlepieńców, należących do utworów zachodniego skrzydła niecki śródsudeckiej.
U jej podnóża znajduje się centrum Kamiennej Góry. Na jej północno-wschodnim zboczu znajduje się barokowy kościół Matki Boskiej Różańcowej z XVIII wieku, tzw. kościół łaski.
W górze znajduje się podziemna trasa turystyczna „Projekt Arado – Zaginione laboratorium Hitlera”.

## Galeria

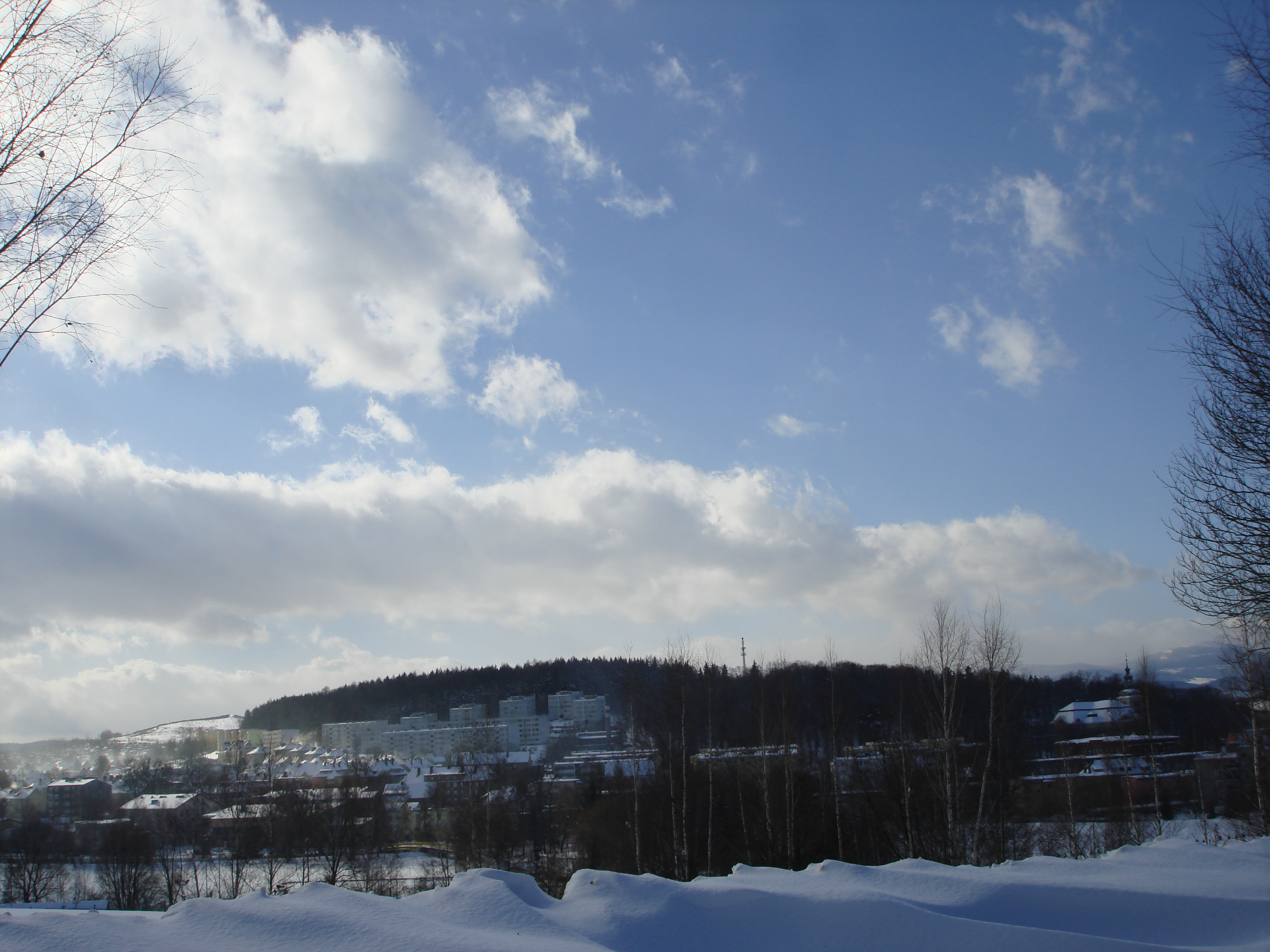
Góra Kościelna widziana znad Zalewu
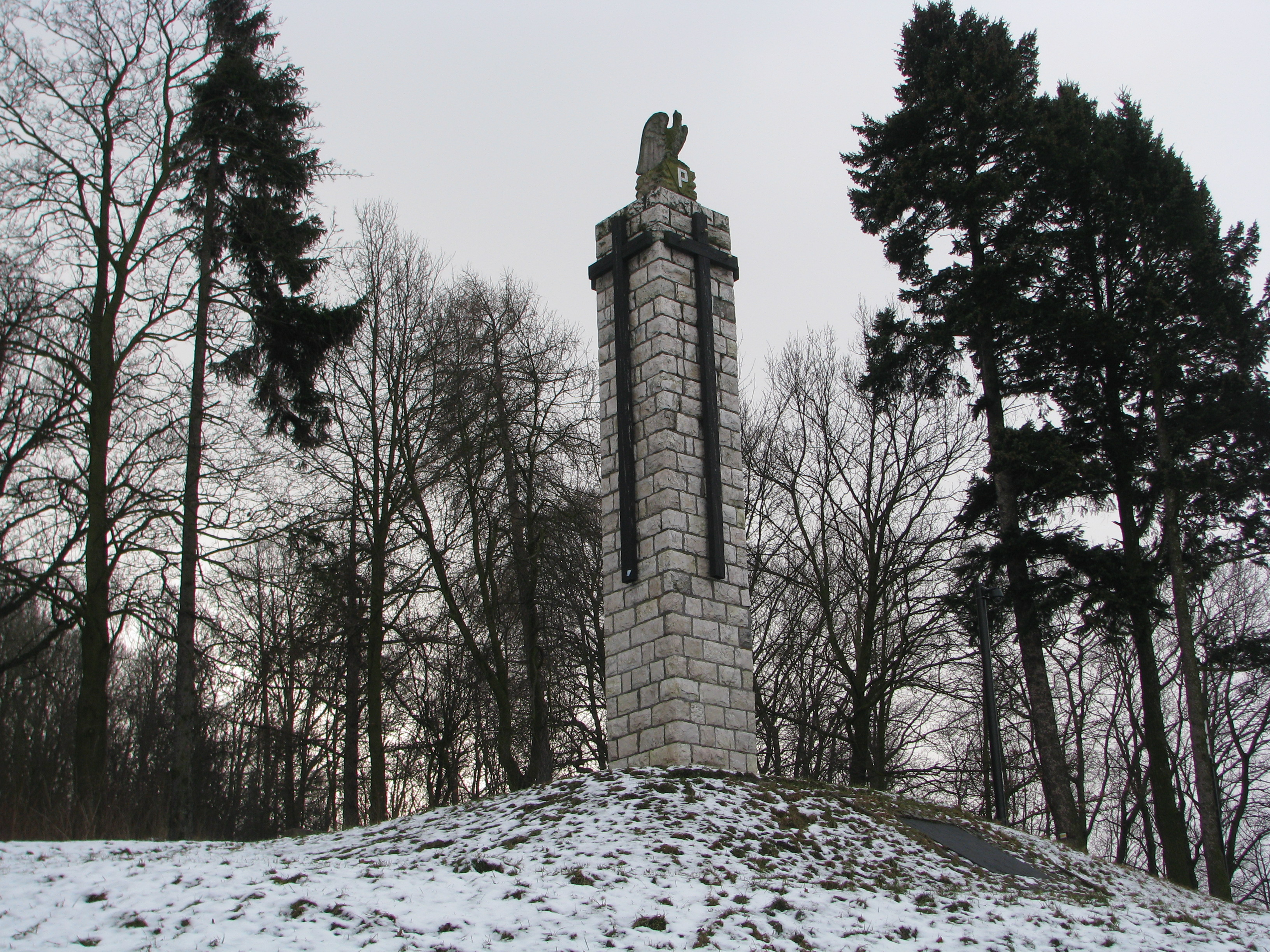
Pomnik Ofiar Faszyzmu na zboczu Parkowej
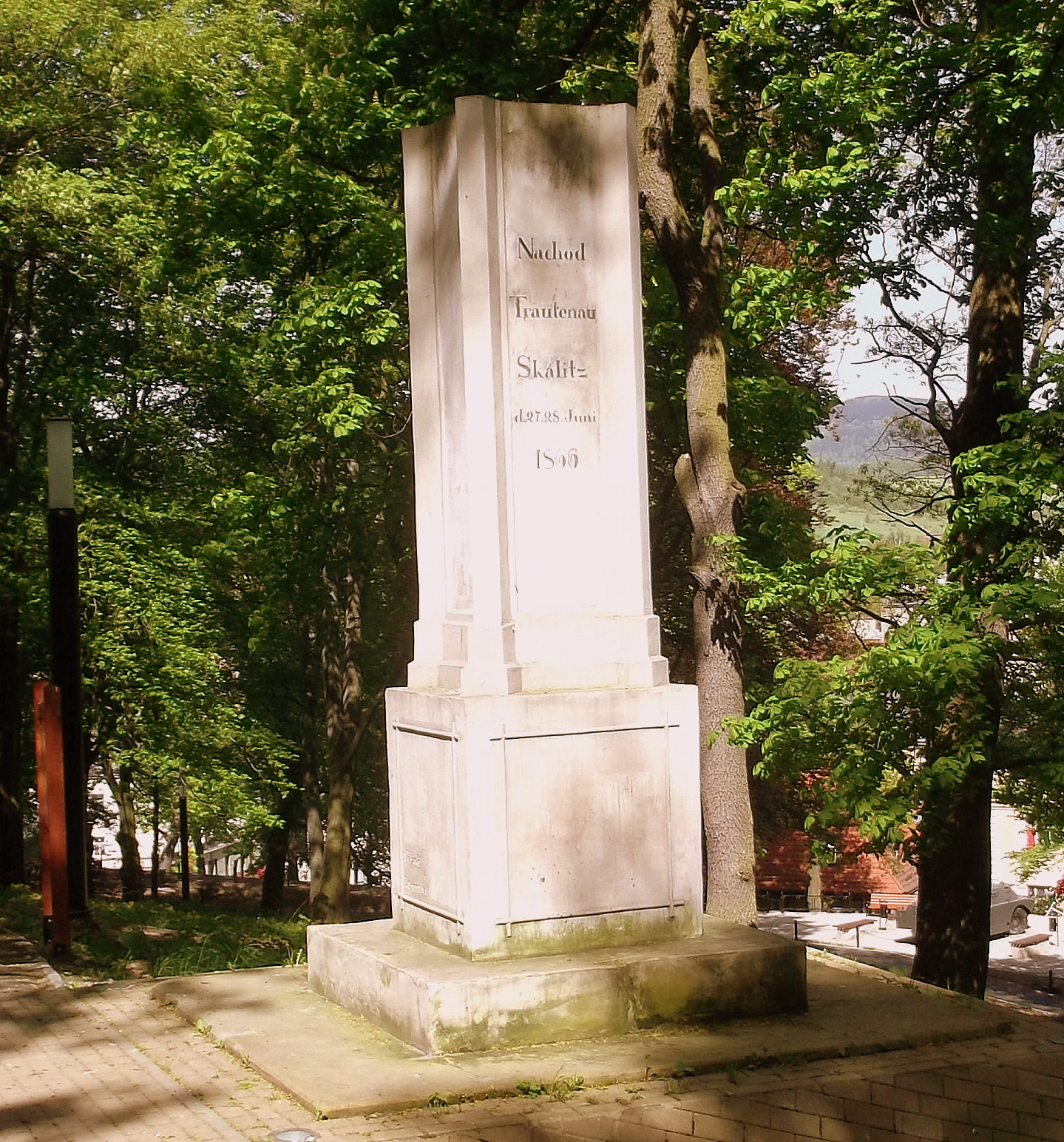
Pomnik wojny prusko-austriackiej w 1866
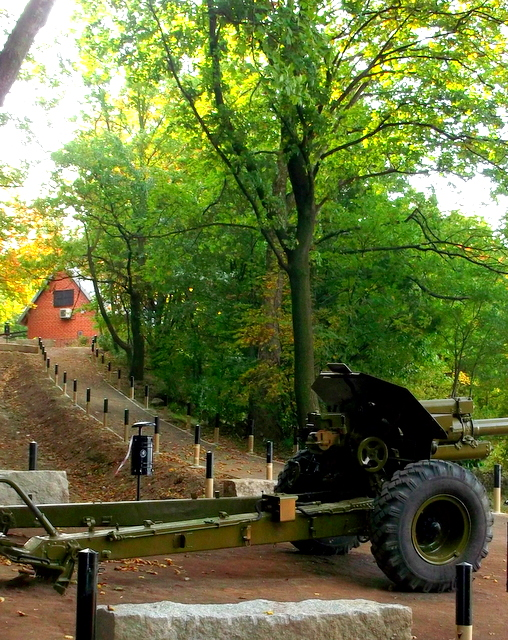
Ścieżka historyczna na stoku Góry Parkowej
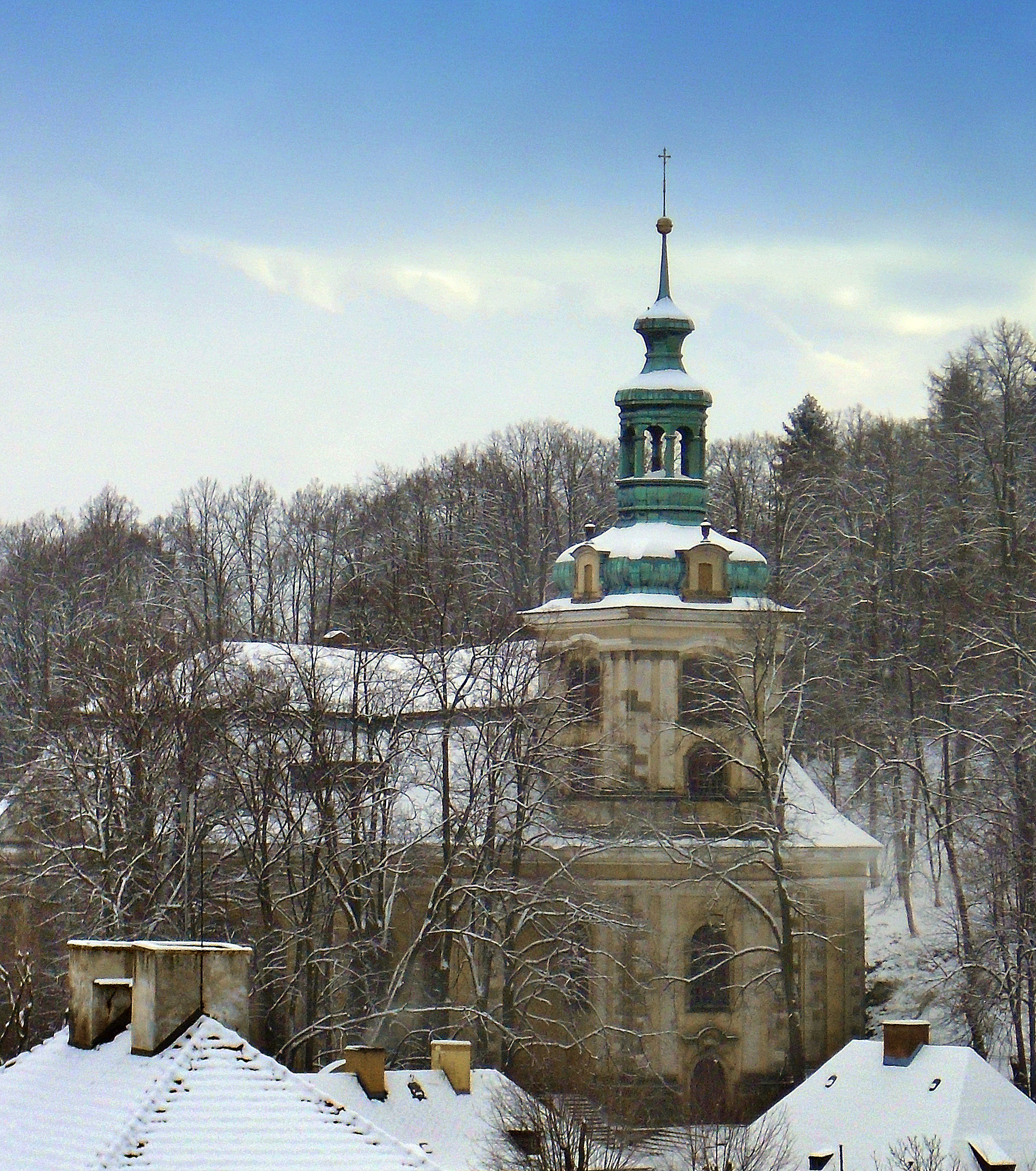
Kościół pw. Matki Bożej Rażańcowej
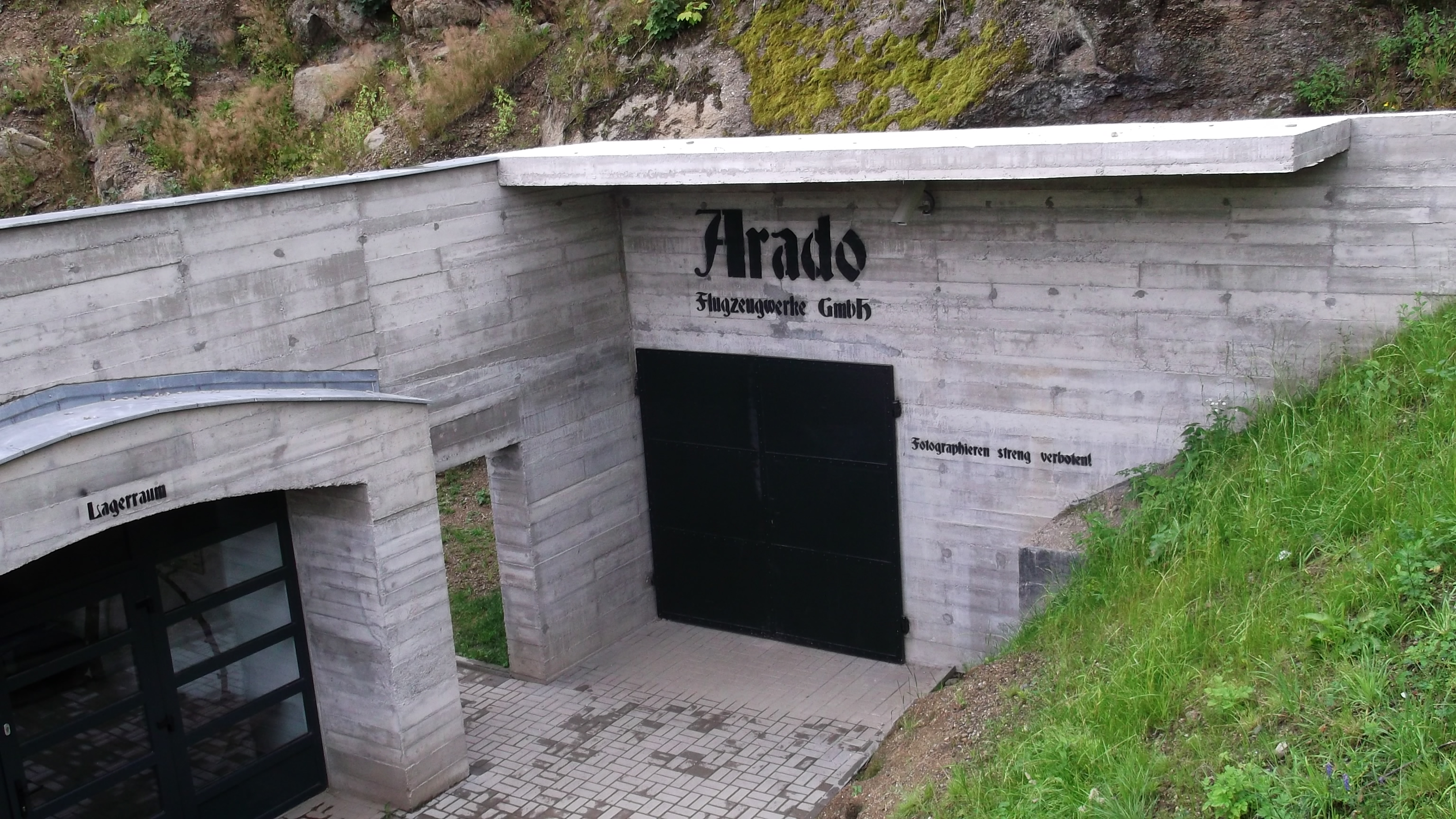
Projekt Arado